# Гирчевци
Гирчевци е село в Западна България. То се намира в община Кюстендил, област Кюстендил.

## География
Селото се намира на 6 км източно от гр. Кюстендил в плодородната Кюстендилска котловина на десния бряг на река Струма.
Климат – умерен, преходно континентален.
През годините селото принадлежи към следните административно-териториални единици: Община Слокощица (1949-1955), община Багренци (1955-1958), община Коняво (1958-1987) и Община Кюстендил (от 1987 г.). 

## Население
| Година    | 1880 | 1900 | 1920 | 1926 | 1934 | 1946 | 1956 | 1965 | 1975 | 1984 | 2009 |
| Население | 20   | 56   | 60   | 131  | 123  | 159  | 125  | 131  | 146  | 134  | 146  |

## История
Село Гирчевци е старо средновековно селище. В списъка на джелепкешаните от 1576-77 г. е записано селище Гирчува.
В турски документи от 1605 г. е записано като Гирчувче. През 1866 г. има 7 домакинства и 72 жители.
След Освобождението населението се увеличава с преселници от с. Еремия, Извор, Босилеградско, Горни Кортен, Долно село.
В края на ХІХ век селото има 1836 декара землище, от които 1680 дка ниви, 136 дка естествени ливади, 20 дка овощни и зеленчукови градини и се отглеждат 42 говеда, 16 овце и 16 коня. Основен поминък на селяните са земеделието и животновъдството. От началото на ХХ век започва да се развива овощарството чрез създаване на нови овощни градини. Развити са домашните занаяти: има 1 кожухар, 2 колари, 4 шивачи, 2 бакалници и кръчми, 10 воденици.
През 1950 г. е учредено ТКЗС „Ал. Стамболийски“, което от 1982 г. е в състава на АПК – с. Коняво.
Селото е електрифицирано (1948) и водоснабдено (1961). Главните улици са асфалтирани.

## Религии
Село Гирчевци принадлежи в църковно-административно отношение към Софийска епархия, архиерейско наместничество Кюстендил. Населението изповядва източното православие.
През 2021 година е осветен единственият храм в селото - това е параклисът, посветен на светите апостоли Петър и Павел. Храмът е осветен на 26-ти юни 2021 година от Белоградчишки епископ Поликарп, викарий на Софийския митрополит Неофит. В освещаването участват още Сафитски епископ Димитрий от Антиохийската патриаршия, както и архимандрит Исаак, архиерейски наместник на Кюстендилска духовна околия.

## Обществени институции
- Кметско наместничество.
- Читалище „Просвета“ – действащо читалище, регистрирано под номер 3389 в Министерство на културата на Република България.

## Редовни събития
Всяка година на Илинден се организира събор.